# Ludwig von Ammon
 Ludwig Johann Georg Friedrich von Ammon (* 14. Dezember 1850 in Gunzenhausen; † 26. Juli 1922 in München) war ein deutscher Geologe und Paläontologe.

## Leben
Sein Vater war Bezirksgerichtsrat. Von Ammon studierte in München, Berlin und Würzburg. Während seines Studiums wurde er Mitglied des Akademischen Gesangvereins Würzburg im Sondershäuser Verband. Er war auch Mitglied im AGV München. Nach seinem Studium war er am Oberbergamt München, zuerst als Assistent, ab 1902 als Oberbergrat und danach als Oberbergdirektor. Er war außerdem Honorarprofessor an der TU München. Er war der Nachfolger von Carl Wilhelm von Gümbel als Leiter der geognostischen Landesuntersuchungsanstalt und setzte dessen geologische Kartierung von Bayern fort. Der Assistent von Ammon war Carl Emanuel Burckhardt.

## Mitgliedschaften
- 1873 Deutsche Geologische Gesellschaft[3]
- 1912 Paläontologische Gesellschaft[4]

## Ehrungen und Auszeichnungen
- 1892 Wahl zum Mitglied der Leopoldina[5]

## Schriften
- Kleiner geologischer Führer durch einige Theile der Fränkischen Alb. München 1899 (MDZ).
- Die Jura-Ablagerungen zwischen Regensburg und Passau. München 1875 (MDZ).
- Die Gegend von München. München 1894 (MDZ).
- Die Gastropodenfauna des Hochfellen-Kalkes und über Gastropoden-Reste aus Ablagerungen von Adnet, vom Monte Nota und den Raibler Schichten. In: Geognostische Jahreshefte. 5. Jahrgang für 1892, Verlag von Theodor Fischer, Cassel 1893, S. 161–219.
- Zur Geologie von Togo und vom Nigerlande, München 1905 (archive.org).